# La Chapelle-Souëf
La Chapelle-Souëf – miejscowość i gmina we Francji, w regionie Normandia, w departamencie Orne.
Według danych na rok 1990 gminę zamieszkiwało 237 osób, a gęstość zaludnienia wynosiła 21 osób/km² (wśród 1815 gmin Dolnej Normandii Chapelle-Souëf plasuje się na 652. miejscu pod względem liczby ludności, natomiast pod względem powierzchni na miejscu 429.).